# Bram Achterberg
Abraham Achterberg (Maarn, 7 mei 1953) is een Nederlandse sterrenkundige. 

## Levensloop
Achterberg promoveerde cum laude in 1981 aan de Rijksuniversiteit te Utrecht onder begeleiding van M. Kuperus en J. Kuijpers op een proefschrift met de titel The acceleration and propagation of energetic particles in turbulent cosmic plasmas. In 1982 won Achterberg de Winkler Prins Award, en in 1989 werd hij universitair hoofddocent aan het Sterrenkundig Instituut Utrecht. Hierna werd hij in 1995 bijzonder hoogleraar aan het Anton Pannekoek Instituut voor Sterrenkunde in Amsterdam (UvA). Van 1998 tot 2012 was hij hoogleraar Plasma-astrofysica aan de Universiteit Utrecht.
Hij is sinds 2012 hoogleraar theoretische astrodeeltjesfysica aan de Radboud Universiteit Nijmegen. Zijn onderzoek richt zich met name op hoge-energie astrofysica, kosmische straling en de astrofysische plasma's.
Achterberg is een actief lid van de Division D High Energy Phenomena and Fundamental Physics.

## Publicatie
- Gas Dynamics. An Introduction with Examples from Astrophysics and Geophysics, Springer, 2016